# Arquitectura ecléctica en Rusia
La arquitectura ecléctica en Rusia o eclecticismo en Rusia (del ruso: эклектизм)  (en griego antiguo: ἐκλεκτός « elección, selección» del verbo en griego antiguo: ἐκλέγω «Yo escojo, yo selecciono»), también conocido como historicismo en Rusia (del ruso: историзм) es una corriente arquitectónica difundida en toda Europa y en Rusia entre los años 1830 y 1890, que combina diferentes elementos estilísticos, escogiendo elementos heterogéneos originarios de estilos diferentes para crear un enlace entre la función del edificio y su forma.

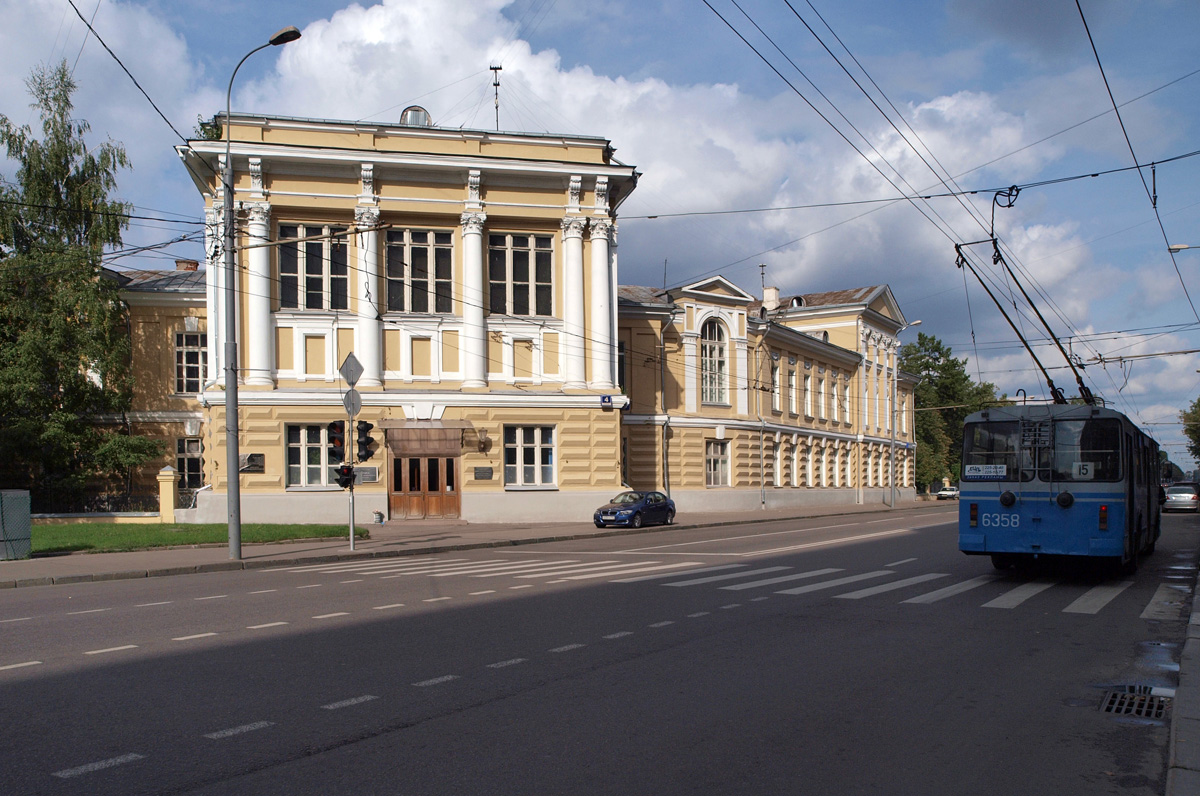
Eclecticismo tardío: Clínica universitaria de Moscú, Pirogóvskaya, nº 4C1. (Konstantín Bykovski, hacia 1890).
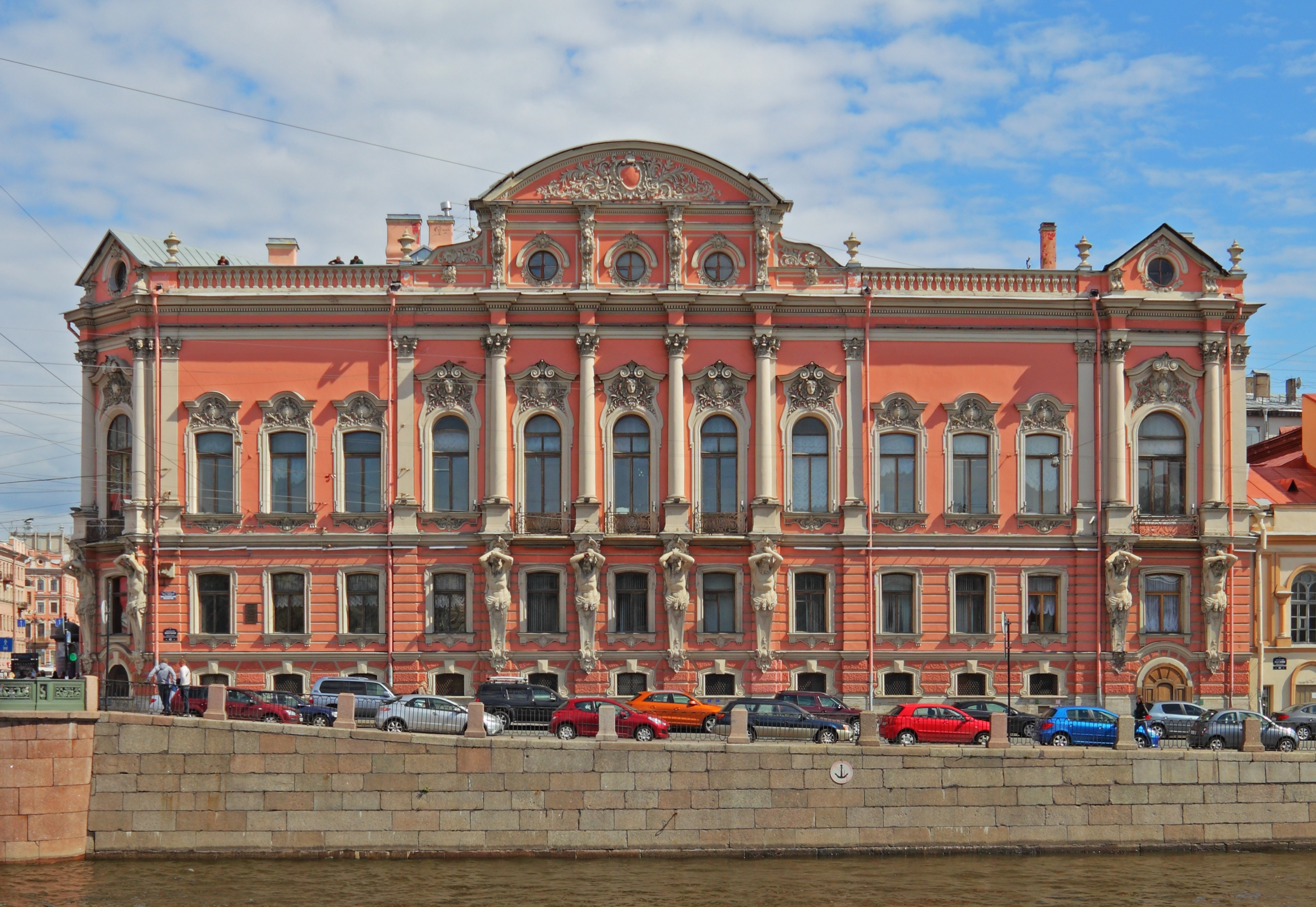
Eclecticismo precoz: Palacio Beloselski-Belozerski (Andréi Stackenschneider, 1847-1848).
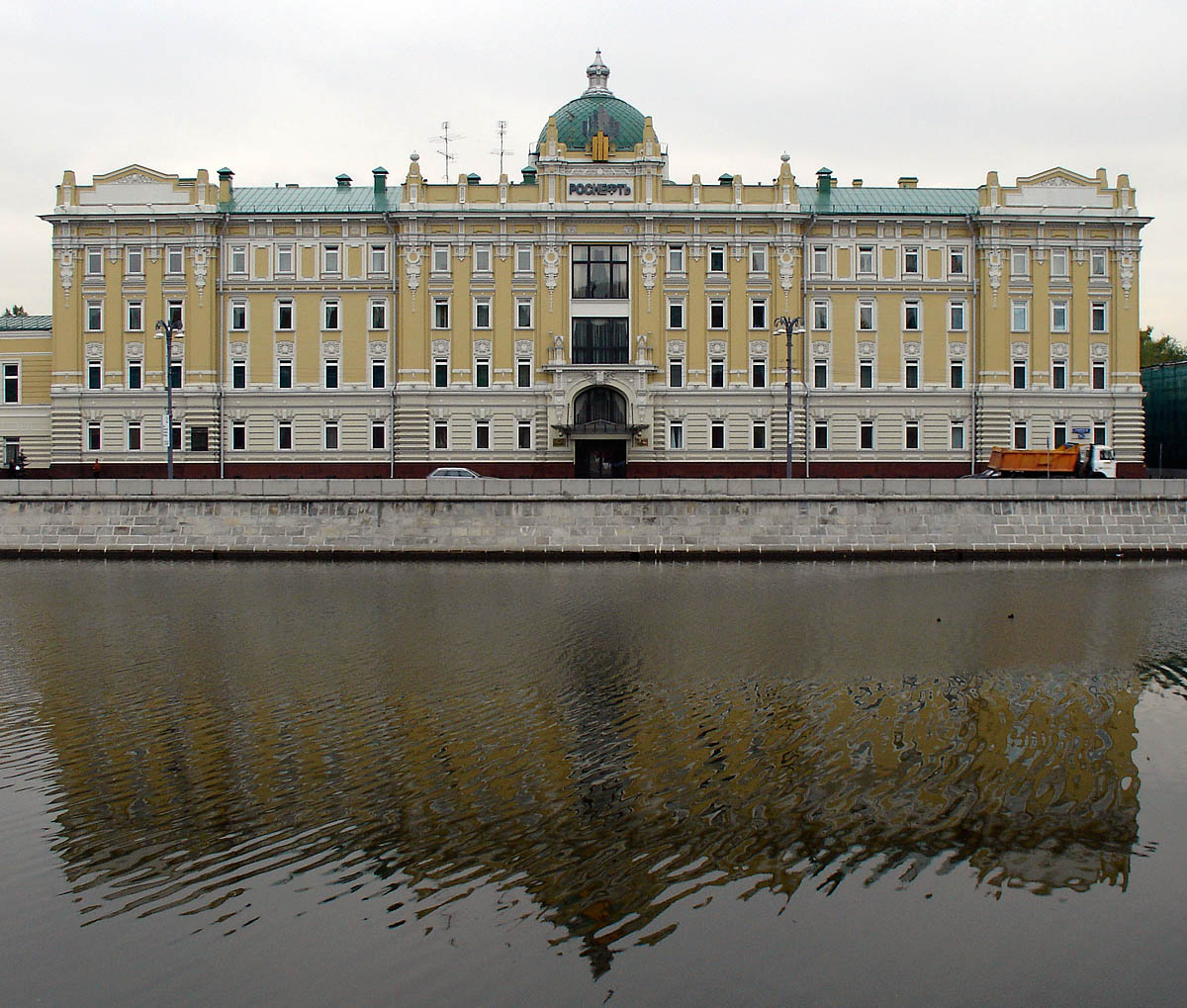
Estilo ecléctico: Moscú, Muelle de Santa Sofía, nº 26, sede de la Rosneft (Karl Guippius y Tomasz Bohdanowicz-Dworzecki, 1900-1903.

## Historia
La inspiración de los arquitectos de esta corriente ecléctica provienen de las diversas fuentes que usan al utilizar las técnicas de composición de un estilo y las formas decorativas de otro. Un modelo simétrico de arquitectura clásica, por ejemplo, se decora siguiendo un estilo antiguo ruso asimétrico y pintoresco. Esta combinación permitía una gran libertad de organización estructural. El lenguaje del clasicismo era universal y los órdenes arquitectónicos eran los mismos, fueran aplicados a bancos, teatros o cuarteles. Con el eclecticismo, se introduce la idea de un vínculo necesario entre la función y su forma. El estilo del Renacimiento florentino recordaba a los bancos, y por ello era apropiado en su construcción. El estilo Luis XV estaba asociado a la frivolidad y a la diversión, por lo que era ideal para un teatro. La arquitectura tiene por objetivo en la representación exterior, el sentido y la función del edificio.
El término eclecticismo tenía una significación positiva que perdería en el futuro, al ser considerado un antivalor en la época soviética. El dramaturgo Néstor Kúkolnik escribió: "Nuestra época es una época de eclecticismo, existiendo para todas las cosas, opciones inteligentes". La idea es que la elección constituye la base del eclecticismo como sistema artístico. Estas concepciones anticipan en varias décadas a los conceptos del arquitecto americano Louis Sullivan, de la escuela de Chicago, que proclamará la dependencia de la forma en relación con la función. Este nuevo acercamiento aparece a mediados del siglo XIX, en pleno desarrollo de la industria y la vida urbana. Surgen numerosos tipos de edificios compuestos de novedosos materiales.
Por lo que respecta a los estilos históricos susceptibles de ser usados y mezclados, habían sido diversificados durante la época romántica precedente, como consecuencia de la apertura de los románticos a los estilos de otros pueblos y a la historia. Aparecieron el neorrenacimiento, el neobarroco, el neogótico, el estilo neorruso, el estilo neobizantino, el estilo neoárabe, el estilo indosarraceno.

### Etapas del eclecticismo en Rusia
El eclecticismo conoció en Rusia dos etapas de desarrollo: la primera de 1830 a 1860, y la segunda de 1870 a 1890. Estas dos etapas no corresponden a un cambio de régimen político sino a una evolución social en Europa y en Rusia, y a un desarrollo de una clase diferente de clientes y funciones demandadas a la arquitectura.
Los principales arquitectos de la primera etapa fueron Mijaíl Bykovski, Konstantín Thon y Andréi Stackenschneider, y de la segunda, Konstantín Bykovski, Aleksandr Kaminski, Román Klein, Alfred Parland, Aleksandr Pomerántsev y Dmitri Chichágov.

## Palacio de Invierno tras el incendio de 1837

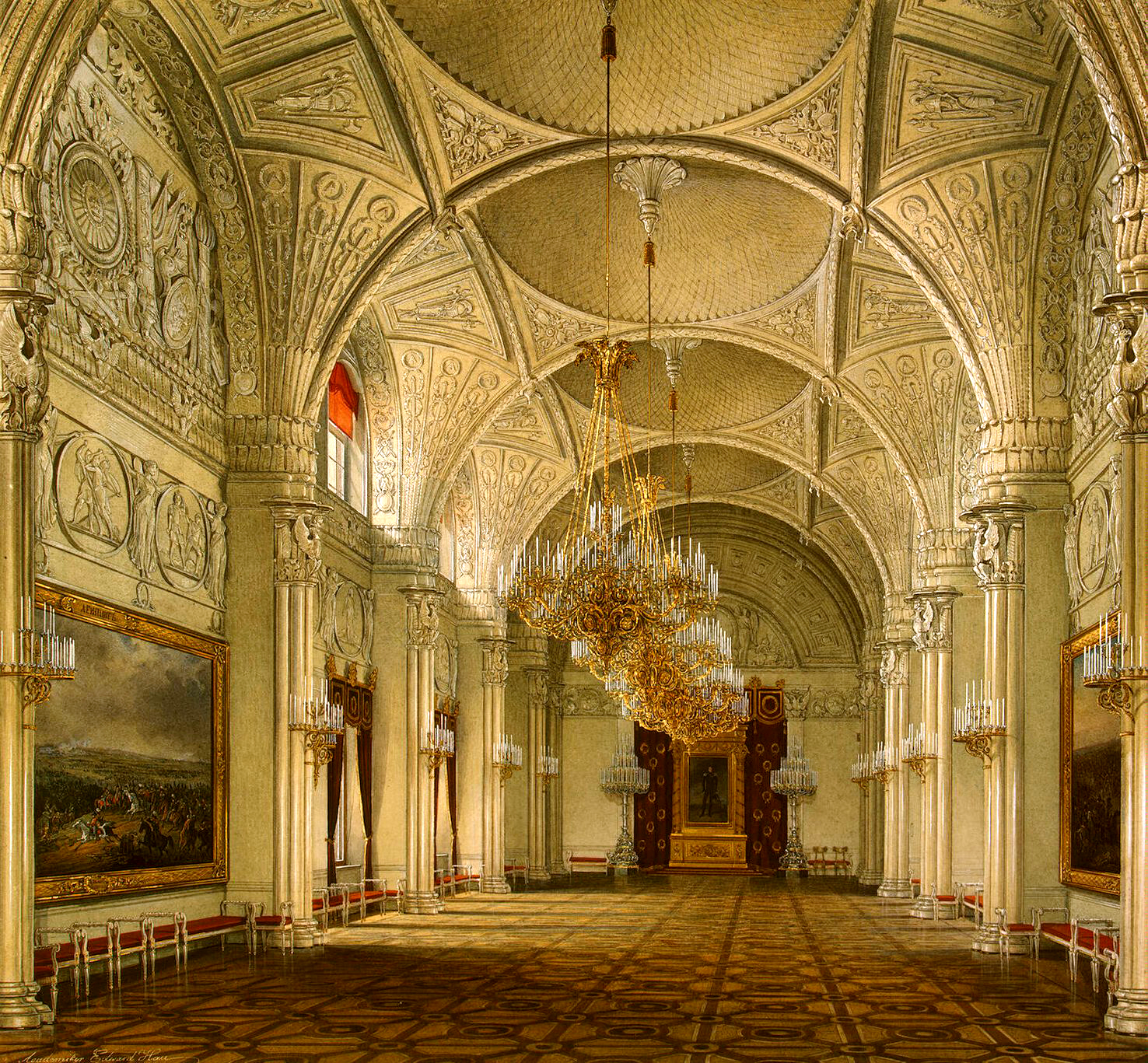
Lienzo de Eduard Hau, Interior del palacio de Invierno. El Salón de Alejandro. 1861.
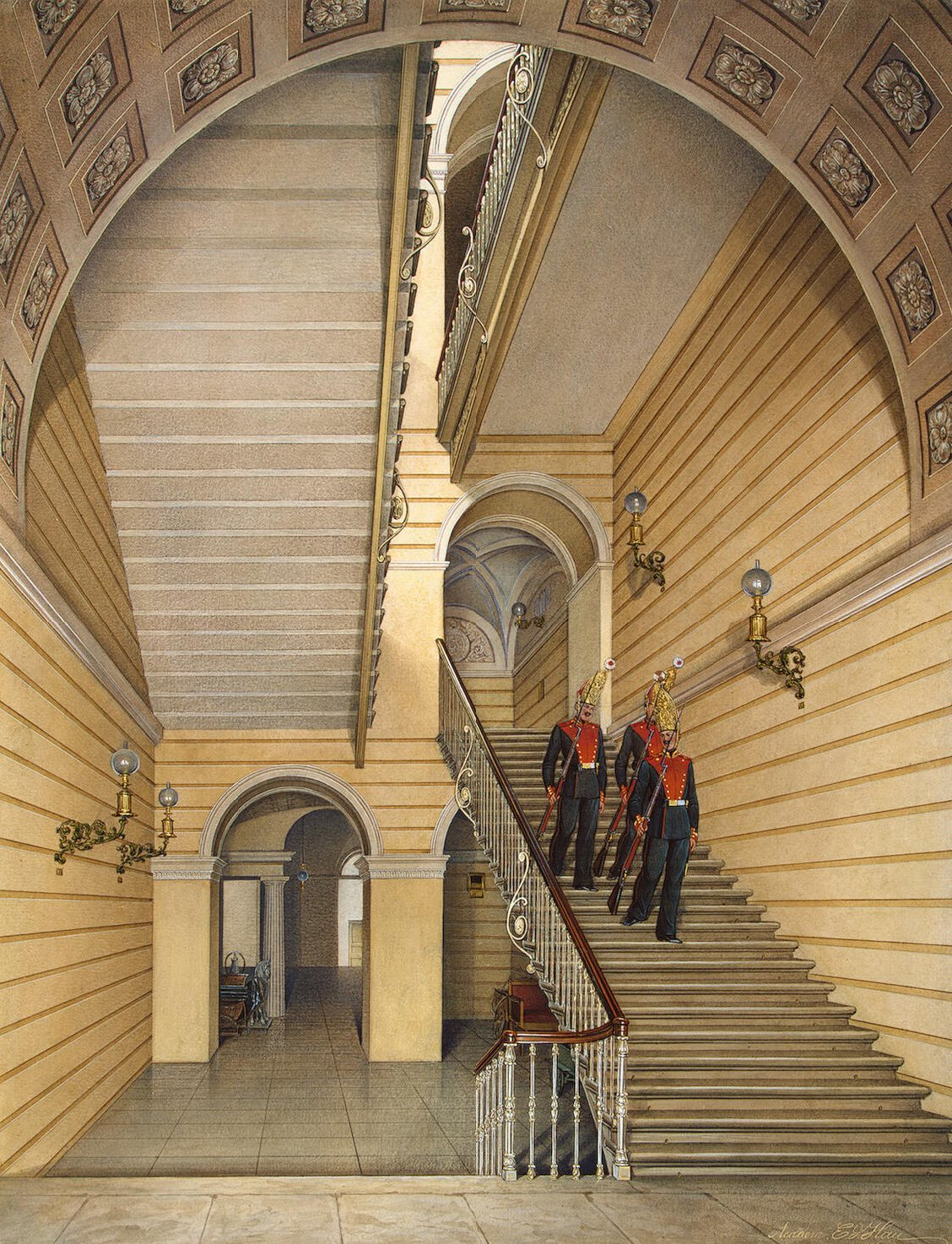
Eduard Hau, Interior del palacio de Invierno. Escalera de la Iglesia. 1869
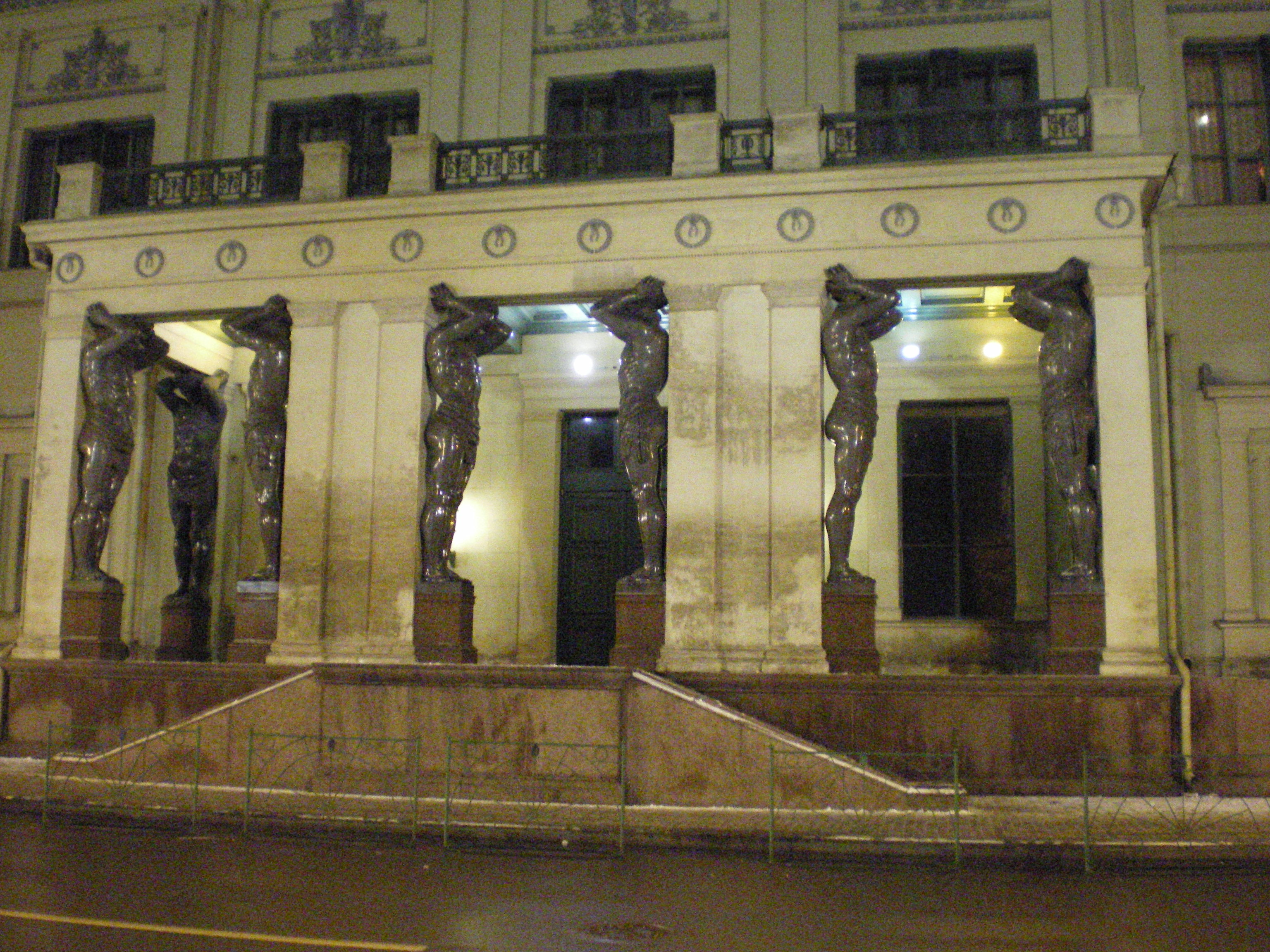
Nuevo Ermitage, las Cariátidas

El paso del clasicismo hacia nuevas tendencias arquitectónicas se manifiesta claramente en Rusia a raíz de la reconstrucción de las salas del Palacio de Invierno tras el incendio de 1837. Aleksandr Briulov se encargó de la nueva decoración, sin estar limitado por ningún estilo previo. Cada sala posee su estilo propio y esa alternancia es un elemento principal de la composición arquitectónica. Briulov retoma estas mismas características para los interiores del museo del Nuevo Ermitage, sobre planos de Leo von Klenze. El eclecticismo de este museo se justifica por la variedad de colecciones que contiene.

## Inmuebles de la Plaza de San Isaac de San Petersburgo

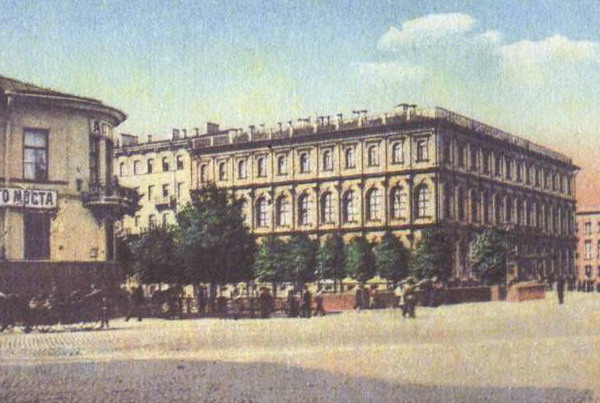
Plaza de San Isaac de San Petersburgo.
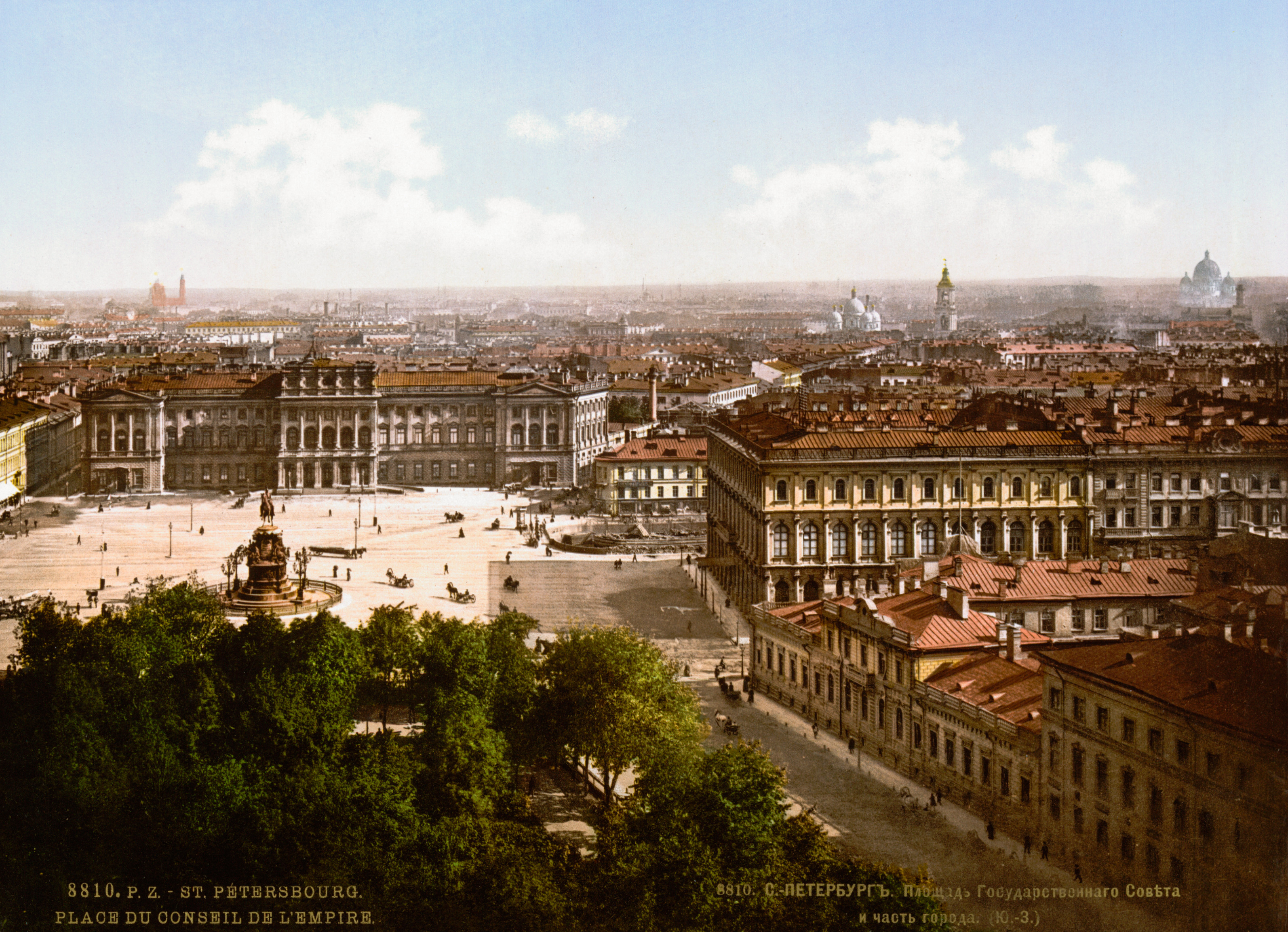
Plaza de San Isaac.

La arquitectura clásica ponía el foco de la composición en el centro del edificio. Los acentos secundarios estaban subrayados y el conjunto presentaba una gran simetría. En los nuevos edificios eclécticos, el centro no se subraya, y la simetría desaparece. Dos edificios, construidos a ambos lados de la plaza de San Isaac de San Petersburgo en 1844 y 1853. Su diseño se debe al arquitecto Nikolái Yefímov. Aún no hay mezcla de estilos (las fachadas fueron modeladas a partir de motivos del Renacimiento italiano), pero sí se observan las formas austeras del eclecticismo. Los diseños son simples, los tres registros son prácticamente iguales, las columnas forman una repetición serena, sin que haya un centro marcado.

## Konstantín Thon

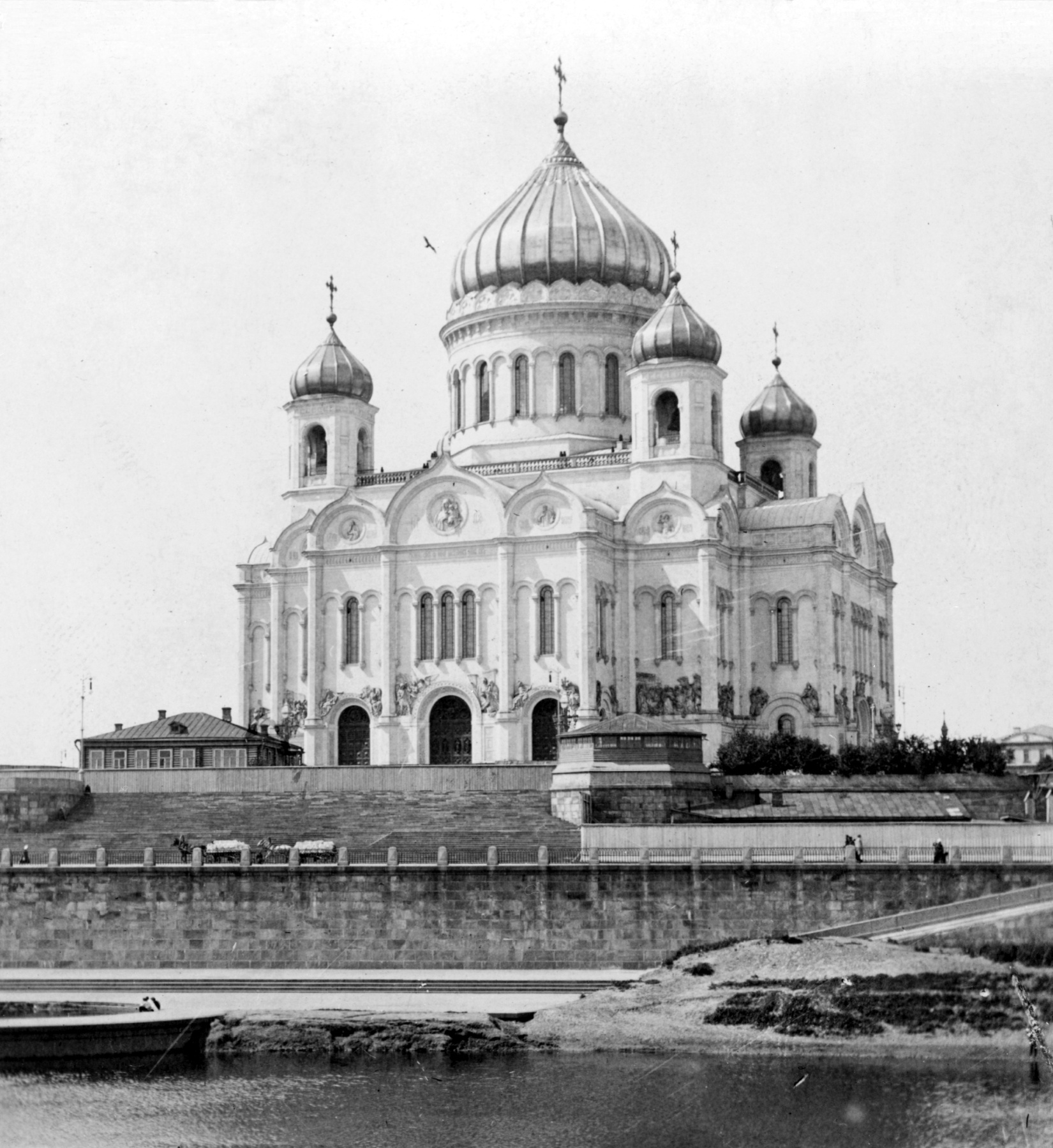
Catedral de Cristo Salvador de Moscú
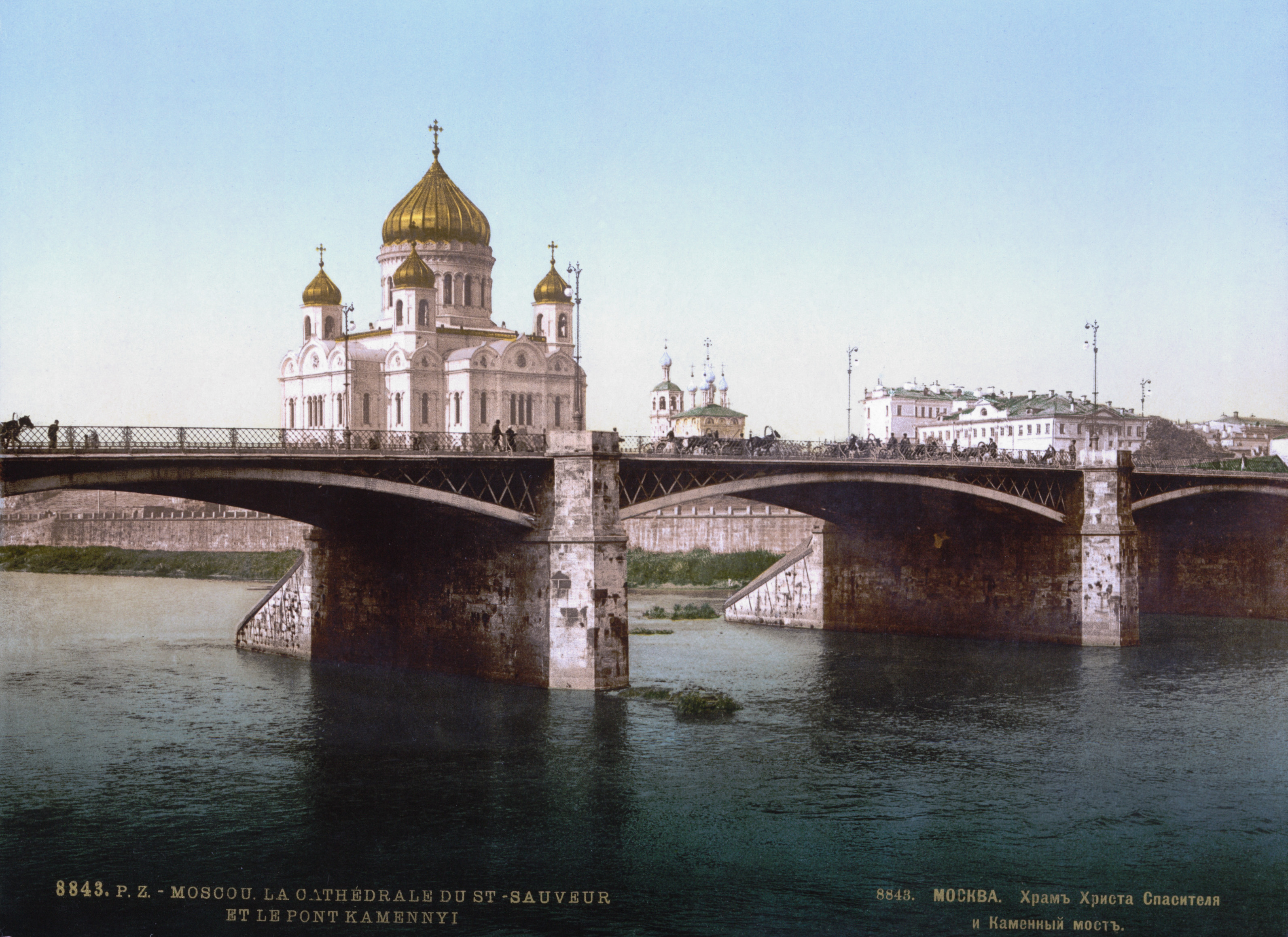
Catedral de Cristo Salvador de Moscú
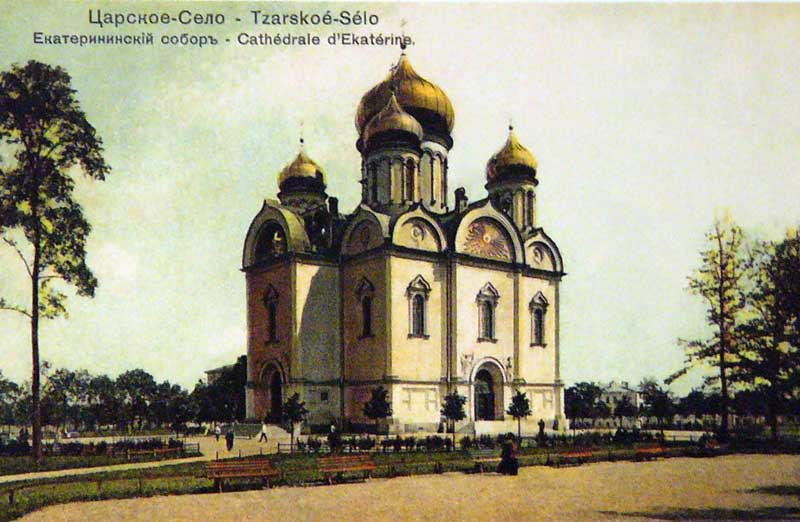
Catedral de Santa Catalina de Pushkin

El nacionalismo incrementó su importancia ante la opinión pública alrededor de la década de 1830. Los primeros ejemplos de eclecticismo realizados en ese espíritu están ligados al estilo neobizantino con Konstantín Thon a la cabeza. Este estilo nace del interés del público por Bizancio y los vínculos entre la iglesia ortodoxa y esa ciudad, y a raíz de la guerra ruso-turca de 1828-1829 y otros conflictos entre rusos y otomanos. La obra inaugural de este estilo por Thon es la Catedral de Santa Catalina en Pushkin, y el punto culminante del mismo es la Catedral de Cristo Salvador de Moscú.

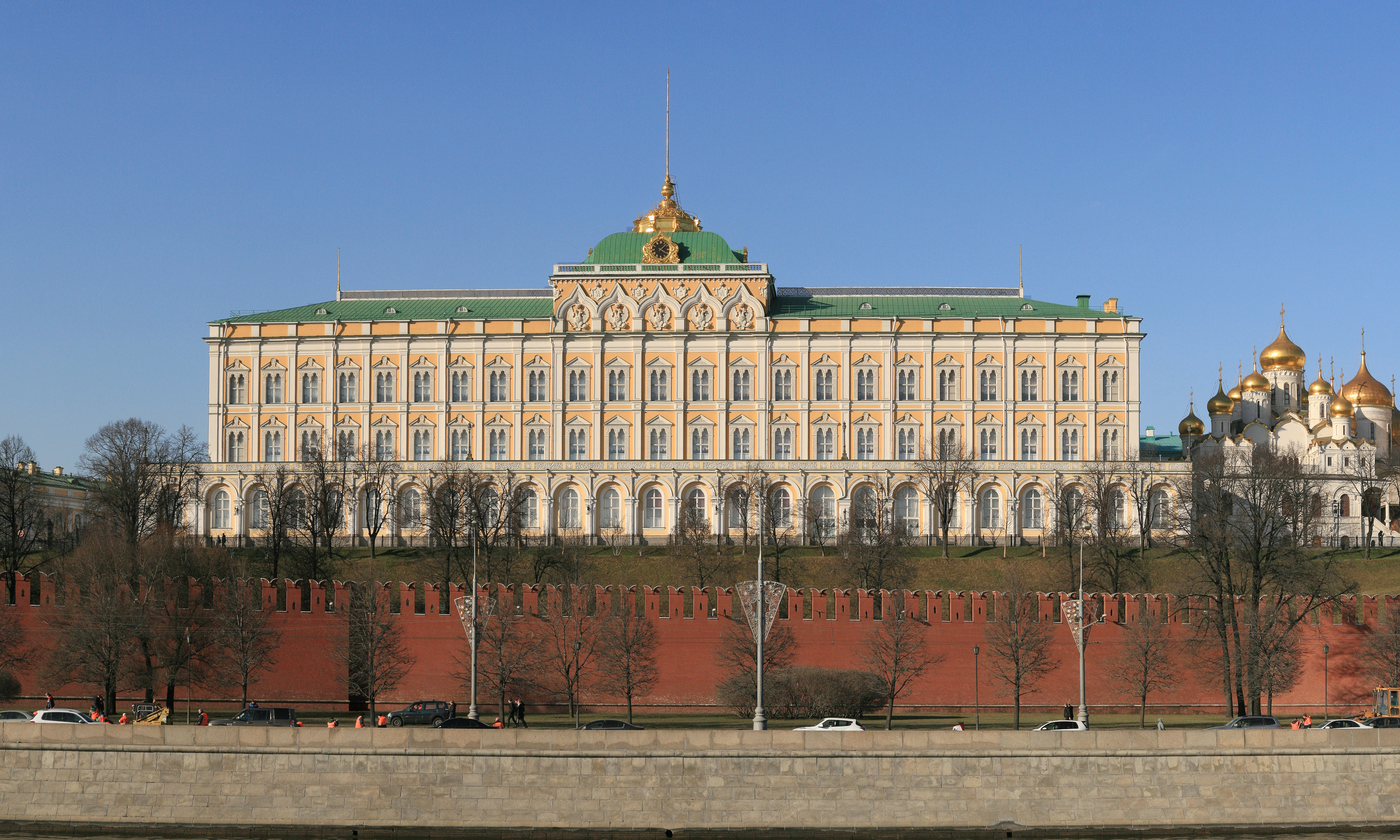
Gran Palacio del Kremlin, Moscú
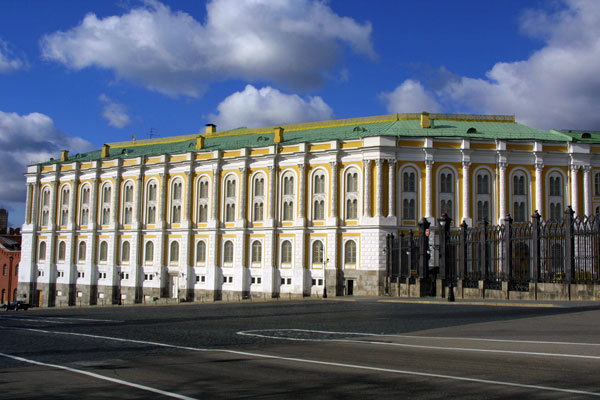
Armería del Kremlin, Moscú

Thon concibió asimismo vastos edificios oficiales como el Gran Palacio del Kremlin (1838-1849) y la Armería del Kremlin (1844-1851). Estos edificios respetan los principios del eclecticismo: por un lado, hallamos una simetría regular y austera que proviene del clasicismo y por otra la decoración procedente de la antigua Rusia. La pesada monumentalidad de los conjuntos contrasta con las delicadas decoraciones. Sus fachadas no respetan las salas interiores, pues están atravesadas por multitud de ventanas. Estas características permitían no entrar en conflicto con la arquitectura antigua de los otros edificios del Kremlin.

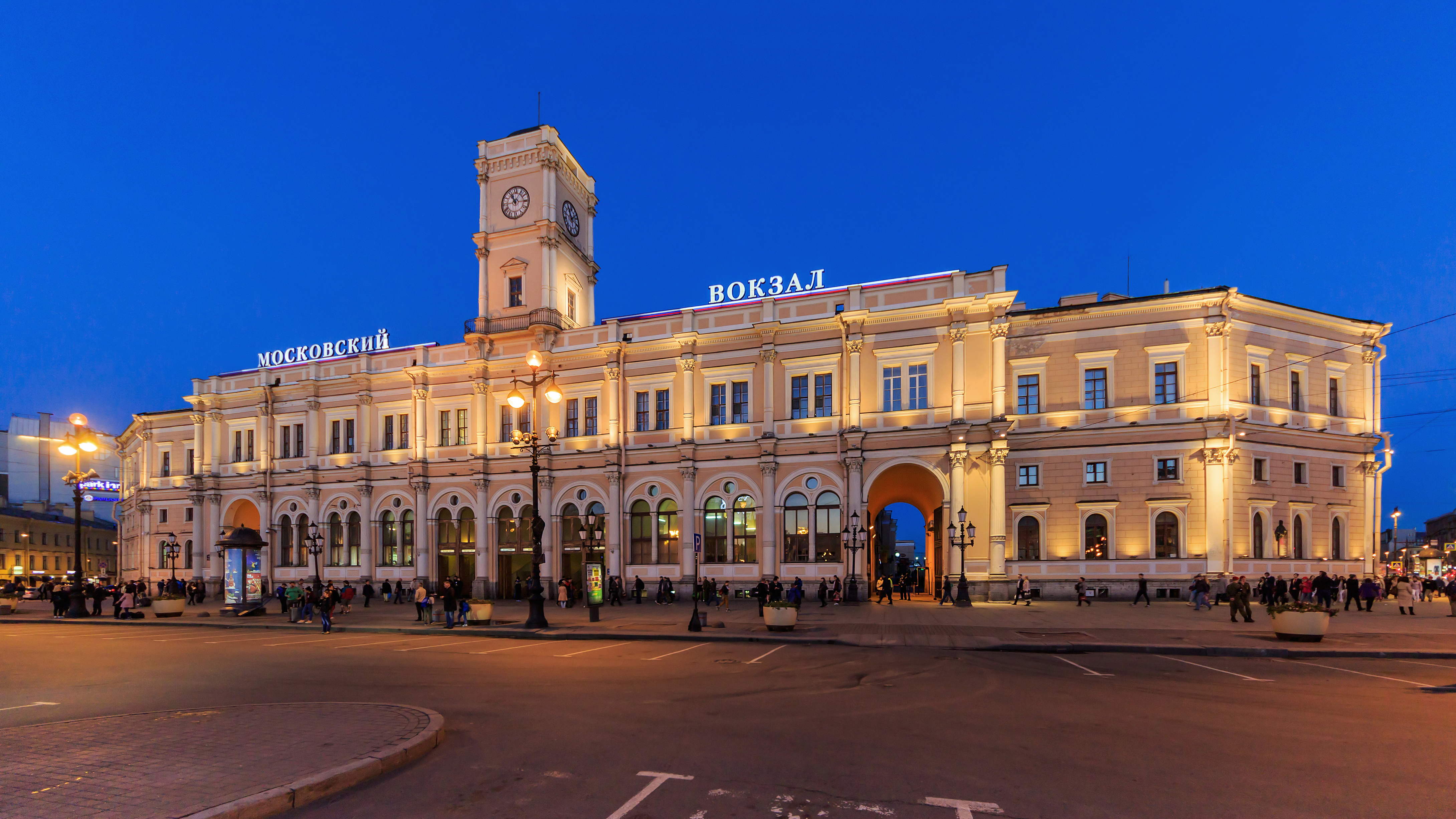
Estación Moskovski de San Petersburgo
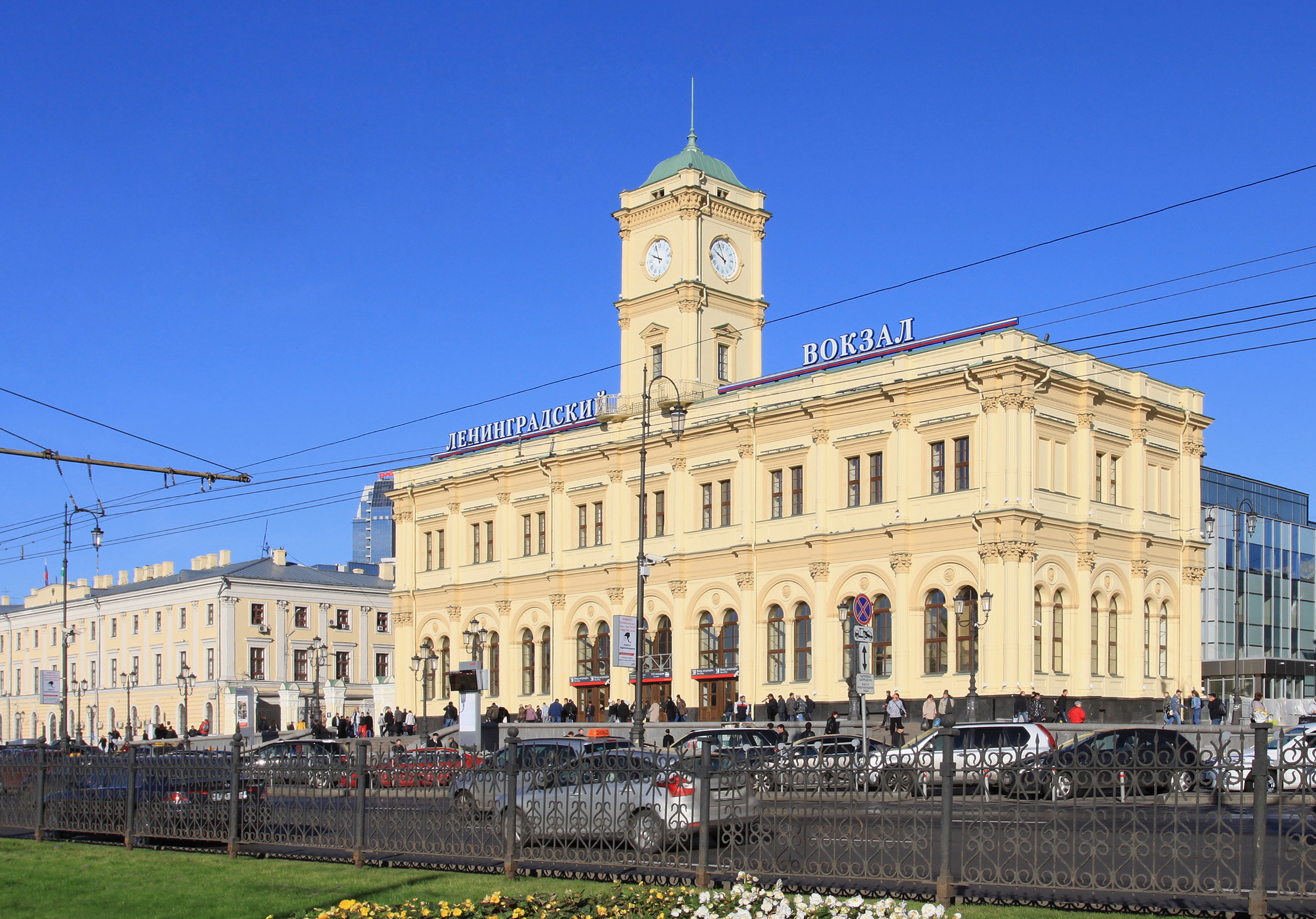
Estación Lenigradski de Moscú

Thon realizó también las dos grandes estaciones de la línea Moscú-San Petersburgo, réplicas una de la otra. Muestra una combinación de motivos proveniente de Rusia y del Renacimiento florentino, con el objetivo de simbolizar la unión de Oriente y Occidente representados por la capital, Moscú, y la capital del Nevá, San Petersburgo.

## Críticas
Si bien el eclecticismo liberó a la arquitectura de las limitaciones rígidas que le imponía lo clásico, no consiguió producir un sistema propio, un nuevo sistema de valor en lugar del antiguo. Por tanto, acabó ligado al talento y la cualificación profesional de los arquitectos, y, como en Europa Occidental, la arquitectura produjo construcciones de mal gusto nutriendo los gustos vulgares burgueses. La segunda parte del siglo XIX se caracterizó por un crecimiento extraordinario de las ciudades según un proceso que no conocía límites. Las composiciones monótonas de los arquitectos del eclecticismo, sin centro aparente, se inscribían en interminables fachadas que bordeaban las calles, constituidas por bloques de apartamentos. A menudo, el eclecticismo ruso representó los símbolos de la identidad nacional, pero solo a nivel decorativo, sin afectar a la estructura del edificio ni al ordenamiento espacial de la ciudad, al contrario del clasicismo que, gracias a su lenguaje universalista estaba ligado a la tradición nacional por su ordenamiento de la ciudad y el volumen de las construcciones. El eclecticismo deja una herencia contradictoria: emancipación frente a cánones formales, distinción entre lo bello y lo útil. Pero esta distinción generaba más problemas de los que resolvía. Finalmente, los costes positivos de la experiencia ecléctica forman, a pesar de todo, una base indispensable de los desarrollos ulteriores de la arquitectura en Rusia y en Europa.